# Resolutie 1679 Veiligheidsraad Verenigde Naties
Resolutie 1679 van de Veiligheidsraad van de Verenigde Naties werd op 16 mei 2006 met unanimiteit aangenomen door de VN-Veiligheidsraad. De resolutie vroeg dat de overgang van de missie van de Afrikaanse Unie in Darfur tot een VN-operatie werd voorbereid. Die missie, UNAMID, werd uiteindelijk in juli 2007 gestart middels resolutie 1769.

## Achtergrond
Al in de jaren 1950 was het zwarte zuiden van Soedan in opstand gekomen tegen het overheersende Arabische noorden. De vondst van aardolie in het zuiden maakte het conflict er enkel maar moeilijker op. In 2002 kwam er een staakt-het-vuren en werden afspraken gemaakt over de verdeling van de olie-inkomsten. Verschillende rebellengroepen waren hiermee niet tevreden en in 2003 ontstond het conflict in Darfur tussen deze rebellen en de door de regering gesteunde Janjaweed-milities. Die laatsten gingen over tot etnische zuiveringen en in de volgende jaren werden in Darfur grove mensenrechtenschendingen gepleegd waardoor miljoenen mensen op de vlucht sloegen.

## Inhoud

### Waarnemingen
De Veiligheidsraad was bezorgd om de gevolgen van het langdurige conflict in Darfur voor de bevolking en herhaalde dat de partijen het geweld onmiddellijk moesten stoppen. Het conflict bedreigde ook de rest van Soedan evenals buurland Tsjaad. De relaties tussen die twee landen gingen daardoor achteruit. Intussen verliepen de door de Afrikaanse Unie geleide gesprekken in Abuja succesvol. Het was ook de bedoeling dat de AU-missie in de regio zou overgaan in een VN-operatie.

### Handelingen
De partijen van het Darfur-Vredesakkoord werden opgeroepen hun toezeggingen te respecteren en het akkoord onverwijld uit te voeren. Tegen iedereen die dit een strobreed in de weg zou leggen zouden sancties worden getroffen.
De Veiligheidsraad vroeg voorts dat er binnen een week een AU-VN-technische missie zou worden opgezet ter voorbereiding van een VN-operatie. De secretaris-generaal werd gevraagd om na die missie aanbevelingen te doen over het mandaat, structuur, sterkte, de mogelijke deelnemers en kosten van een VN-operatie.

## Verwante resoluties
- Resolutie 1665 Veiligheidsraad Verenigde Naties
- Resolutie 1672 Veiligheidsraad Verenigde Naties
- Resolutie 1706 Veiligheidsraad Verenigde Naties
- Resolutie 1709 Veiligheidsraad Verenigde Naties

Lijst ·  1652 ·  1653 ·  1654 ·  1655 ·  1656 ·  1657 ·  1658 ·  1659 ·  1660 ·  1661 ·  1662 ·  1663 ·  1664 ·  1665 ·  1666 ·  1667 ·  1668 ·  1669 ·  1670 ·  1671 ·  1672 ·  1673 ·  1674 ·  1675 ·  1676 ·  1677 ·  1678 ·  1679 ·  1680 ·  1681 ·  1682 ·  1683 ·  1684 ·  1685 ·  1686 ·  1687 ·  1688 ·  1689 ·  1690 ·  1691 ·  1692 ·  1693 ·  1694 ·  1695 ·  1696 ·  1697 ·  1698 ·  1699 ·  1700 ·  1701 ·  1702 ·  1703 ·  1704 ·  1705 ·  1706 ·  1707 ·  1708 ·  1709 ·  1710 ·  1711 ·  1712 ·  1713 ·  1714 ·  1715 ·  1716 ·  1717 ·  1718 ·  1719 ·  1720 ·  1721 ·  1722 ·  1723 ·  1724 ·  1725 ·  1726 ·  1727 ·  1728 ·  1729 ·  1730 ·  1731 ·  1732 ·  1733 ·  1734 ·  1735 ·  1736 ·  1737 ·  1738